# Biopunk

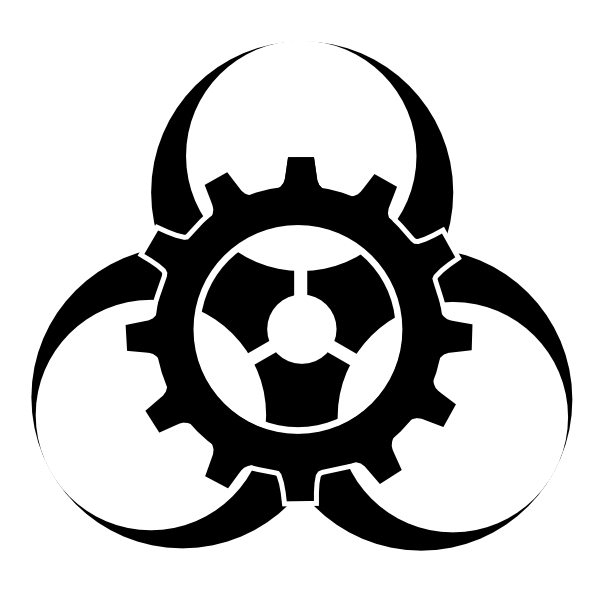
Biopunk

Biopunk (uma palavra-valise combinando "biotecnologia" e "punk") é um termo utilizado para descrever um gênero da ficção científica que se concentra em biologia sintética. Mais recentemente, o termo tem também sido utilizado para denotar um movimento tecno-progressivo que advoga o acesso livre à informação genética.

## Biopunk enquanto ficção científica
O biopunk é um subgênero da ficção cyberpunk, o qual descreve o lado underground da revolução biotecnológica iniciada na última década do século XX. As histórias biopunk exploram temas de indivíduos ou grupos, que frequentemente pertencem a uma subcultura e sua apropriação de várias biotecnologias para fins subversivos, contra um pano de fundo de governos totalitários ou megacorporações que abusam destas mesmas tecnologias como forma de controle social ou lucro. Diversamente do cyberpunk, a base não é a tecnologia da informação, mas a biologia sintética. Como na ficção pós-cyberpunk, os indivíduos geralmente alteram seus corpos e ampliam suas capacidades não através de cyberware, mas por engenharia genética em seus próprios cromossomos.. Em comparações mais recentes, destaca-se O Último Ruivo, pioneiro do gênero no Brasil, escrito pelo autor paulista Clayton De La Vie, que retrata a realidade em que a sociedade se aperfeiçoou medicamente e foi capaz de erradicar quase em 100% todas as doenças no mundo, tudo, é claro, patrocinado pelo genocídio de minorias ao longo da história, somado aos avanços médicos. O cenário caótico é substituído por um ambiente opressor e carregado de medo por parte de uma população coagida. 

## Biopunk enquanto movimento
Um número crescente de cientistas, artistas e críticos da sociedade estão se organizando para criar uma consciência pública do quanto a informação genética humana, produzida pela bioinformática, está sendo usada e desvirtuada. Com base num presumível paralelo entre a genética e código computacional, a jornalista científica Annalee Newitz tem demandado o livre acesso aos bancos de dados genômicos.

## Arte

### Vídeo-games
- Resident Evil
- Bioshock
- Scorn

### Cinema
- Gattaca
- O Destino de Júpter
- A Experiência

### Séries
- Altered Carbon
- Orphan Black

### Livros
- O Último Ruivo
- [[Leviatã: A Missão Secreta]]

### Manga
- Dorohedoro
- Baoh the Visitor
- Neon Genesis Evangelion

### Em inglês
- (em inglês)-Biological Innovation for Open Society, lar da BioForge, patrocinada por CAMBIA

### Em português
- «O futuro é biopunk» por Marcelo Barbão. Em Revista Geek.